# バーニー・グランドマン
バーニー・グランドマン（英: Bernie Grundman、1943年12月16日 - ）はアメリカ合衆国のオーディオ・マスタリング・エンジニア。1983年にハリウッドで自身の名を冠したマスタリング・スタジオ、「バーニー・グランドマン・マスタリング」を開業している。
2005年にはこのスタジオでマスタリングした37作品がグラミー賞にノミネートされた。彼自身とスタジオは「ベスト・マスタリング・ファシリティー」を含む数々のTEC賞も受賞している。1984年から2010年までは松任谷由実の各作品のマスタリングを担当、2012年のベスト・アルバム『日本の恋と、ユーミンと。』では2年振りに全曲のリマスタリングを担当している。
グランドマン自身はかつてロサンゼルスのコンテンポラリー・レコード、A&Mレコードのマスタリング部門で勤務していた。
現在、「バーニー・グランドマン・マスタリング」は東京にもスタジオを開業しており、数々のトップクラスの日本人及びアジア系のミュージシャンの作品をマスタリングしている。ハリウッドの「バーニー・グランドマン・マスタリング」でもマスタリングを担当していた前田康二が代表を務めている。